# صليبية (جنس)
الصُلَيْبِيَّة (الاسم العلمي: Crucianella)، جنس نباتات مُزهرة من الفصيلة الفوية. أنواعه أعشاب حولية توجد من البحر الأبيض المتوسط إلى آسيا الوسطى وشبه الجزيرة العربية. تم تجنيس نوع واحد (C. angustifolia) في شمال كاليفورنيا وجنوب أوريغون (مقاطعة جوزفين) وإيداهو (مقاطعة كلير ووتر).

## الأنواع
- Crucianella aegyptiaca كارولوس لينيوس
- صليبية نحيفة الأوراق كارولوس لينيوس
- Crucianella arabica Schönb.-Tem. & Ehrend.
- Crucianella baldschuanica Krasch.
- Crucianella bithynica بيير إدمون بواسييه
- Crucianella bouarfae Andreonszkyu
- Crucianella bucharica B.Fedtsch.
- Crucianella chlorostachys فريدريش أرنست فون فيشر & كارل أنطون فون ماير
- Crucianella ciliata جان باتيست لامارك
- Crucianella disticha بيير إدمون بواسييه
- Crucianella divaricata Korovin
- Crucianella exasperata فريدريش أرنست فون فيشر & كارل أنطون فون ماير
- Crucianella filifolia Regel & Schmalh.
- Crucianella gilanica Trin.
- Crucianella graeca بيير إدمون بواسييه
- Crucianella hirta Pomel
- Crucianella imbricata بيير إدمون بواسييه
- Crucianella kurdistanica Malin.
- Crucianella latifolia كارولوس لينيوس
- Crucianella macrostachya بيير إدمون بواسييه
- Crucianella maritima كارولوس لينيوس
- Crucianella membranacea بيير إدمون بواسييه
- Crucianella parviflora Ehrend.
- Crucianella patula كارولوس لينيوس
- Crucianella platyphylla Ehrend. & Schönb.-Tem.
- Crucianella sabulosa Korovin & Krasch.
- Crucianella schischkinii Lincz.
- Crucianella sintenisii Bornm.
- Crucianella sorgerae Ehrend.
- Crucianella suaveolens كارل أنطون فون ماير
- Crucianella transjordanica Rech.f.

## معرض الصور

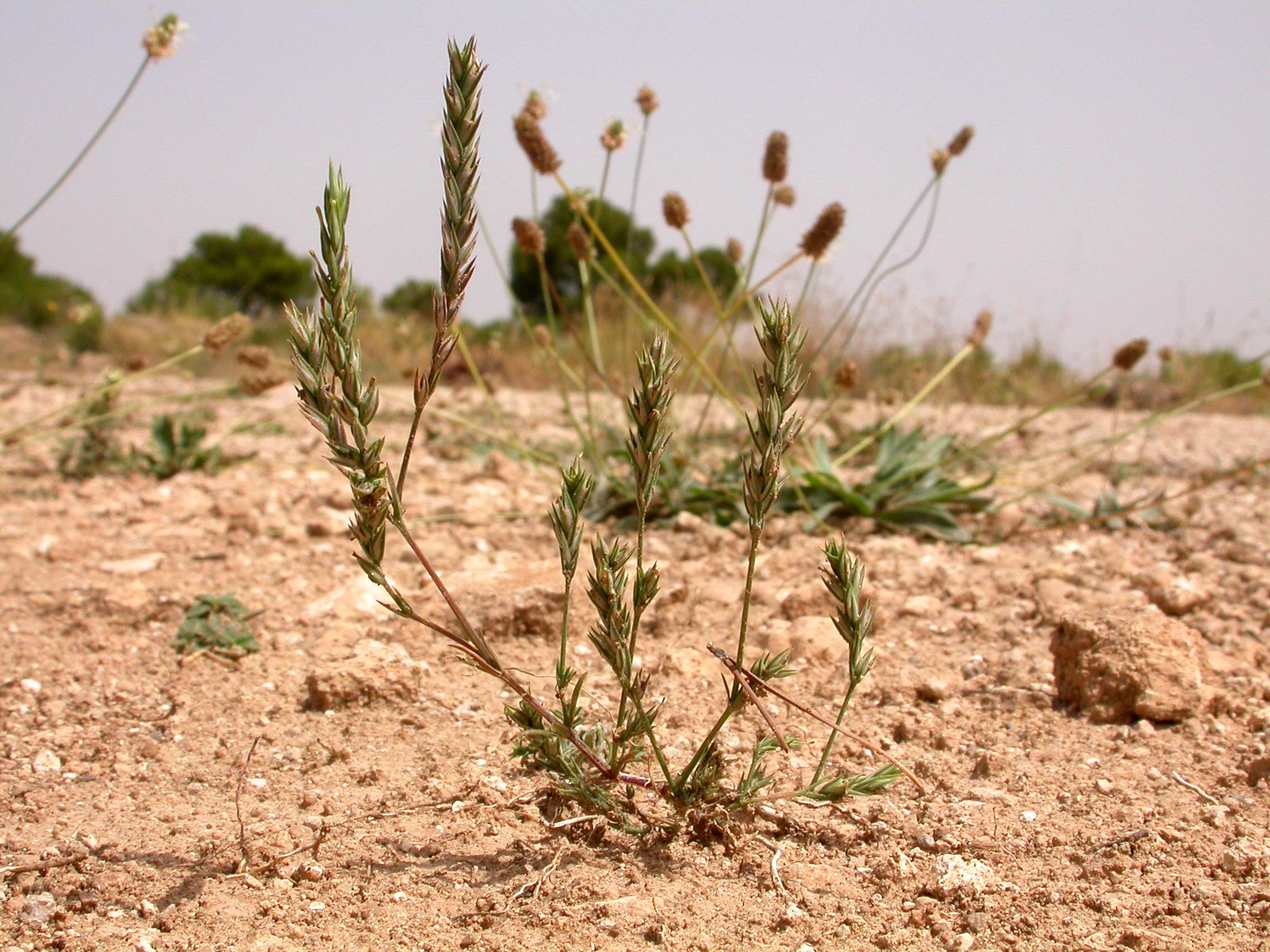
Crucianella angustifolia

## روابط خارجية
- World Checklist of Rubiaceae